# Temple Rezső (ügyvéd, 1902–1947)
Ifjabb Temple Rezső (Budapest, 1902. május 16. – Budapest, 1947. június 2.), ügyvéd, Nemzeti Egység Párt országgyűlési képviselője, a Gresham-kávéház tulajdonosa.

## Családja és származása
Jómódú, neves római katolikus budapesti nagypolgári családban született. Apja dr. Temple Rezső (1874–1945) ügyvéd, belügyminisztériumi államtitkár, országgyűlési képviselő, tartalékos hadnagy, a Ferenc József-rend lovagja, a III. osztályú osztrák Vaskorona-rend, az ezüst és bronz Signum Laudis, a Károly-csapatkereszt tulajdonosa, anyja Rupp Irén Gizella (1873–1945) volt. Az apai nagyszülei  Temple Rezső (1827–1908), a trieszti általános biztosító társulat főtisztviselője, és a nagypolgári pesti Prückler családnak a sarja Prückler Eleonóra (1842–1922) volt; az anyai nagyszülei Rupp Ignác (1835–1876), pesti kereskedő és Prückler Terézia (1845–1887) voltak. Az apai nagyanyai dédszülei Prückler József (1804–1866) pékmester, pesti polgár, 1848-as alhadnagy, bérház tulajdonos, és Danner Anna (1809–1889); az anyai nagyanyai dédszülei idősebb Prückler Ignác (1809–1876) pezsgőgyáros, fűszerkereskedő, a magyar kereskedelmi bank, az osztrák nemzeti bank, az első hazai takarékpénztár és az első magyar általános biztosító társulat igazgató tanácsosa és Wagner Louiza (1815–1883) voltak. Az apjának az elsőfokú unokatestvére Topits Alajos József (1855–1926) császári és királyi udvari szállító, a „Topits József Fia Első Magyar Gőztésztagyár” (Erste ungarische Dampfmehlspeisenfabrik) tulajdonosa, a Ferenc József-rend lovagja, az Országos Ipar Tanács tagja, az Országos Iparegyesület Igazgatóságának a tagja, akinek az anyja Topits József András gőztésztagyárosné Prückler Klára (1833–1907) volt. Apai nagybátyja Temple Richárd (1881–1951), a Magyar Nemzeti Bank főfelügyelője.

## Élete
A középiskolát a ciszterciták budapesti gimnáziumában végezte, jogtudományi doktorrá is a budapesti egyetemen avatták. Hosszabb időt töltött Németország különböző városaiban, a kereskedelmi főiskolákat látogatta és oklevelet is szerzett. Hazatérve a budapesti bíróságoknál kezdte meg joggyakorlatát, majd az Országos Központi Hitelszövetkezetnél dr Antal István mellett dolgozott hosszabb ideig. 1928-ban szerezte meg Budapesten az ügyvédi oklevelet és utána a földbirtokrendezés pénzügyi lebonyolítására alakult szövetkezet ügyésze lett. Jelentős munkásságot fejtett ki a szövetkezetek jogi és gazdasági kérdéseivel kapcsolatban, a szaklapokban több gazdasági vonatkozású cikke jelent meg. Főszerkesztője a Törvényhozók Lapja című szemlének, amelynek hasábjain sok politikai tanulmánya látott napvilágot. Az ügyvédtársadalom életében tevékeny részt vett. Egyik vezető tagja az Ügyvédi Reform Szövetségnek. Ügyvédgazdasági és társadalmi problémákkal sokat foglalkozott, a Budapesti Ügyvédi Kamara legutóbbi választásán a kisgyűlés tagjának is megválasztották. Mint a Belvárosi Polgári Kör titkára kapcsolódott be a politikai életbe. Megalakította a kör ifjúsági csoportját, amelynek elnöke lett és nagy része volt a Nemzeti Egység Pártja fővárosi kereskedők csoportjának megszervezésében is. A belváros politikai és társadalmi életében jelentős szerepet tölt be.
Az 1935. április 1-jei Lengyeltóti kerületi országgyűlési képviselői választásokon ifjabb Temple Rezső a Nemzeti Egység Párt hivatalos jelöltje került ki győztesen gyulai Gaál Gasztonnak a fiával gyulai Gaál Olivér kisgazdapártival szemben. A választás után röviden megpeticionálták a fiatal Népképviselő mandátumát és így Temple Rezső nem várva be a bíróság döntését, megfutamodott az ítélet elől és lemondott a mandátumról. 1936. január 21-én mondott le hivatalosan, és ekkor újra kellett képviselői választásokat összehívni a kerületben. Természetesen ekkor ifjabb Temple Rezső megint fellépett mint a NEP hivatalos lengyeltóti jelöltje. 1936. február 10-én vasárnapi napon zajlott le Lengyeltótiban az időközi választás gyulai Gaál Olivér kisgazdapárti és ifj. Temple Rezső Nepjelölt között. Gaál Olivér 4 875 szavazattal győzött, Temple Rezsővel szemben, aki 4 000  szavazatot szerzett. 

### A Gresham-kávéház vásárlása és az öngyilkossága
Temple Rezső a háború végére elhidegült a feleségétől, Preszly Annától, akitől volt egy fiúgyermeke, Temple Rezső Tamás. Temple Rezső 1944 áprilisában ismerte a fiatal 22 éves Ignáth Olga kisasszonyt, akit nagyon jól ismertek a budapesti társaságokban. A feltűnő szépségű fiatal leány társadalmi életet élt és rendkívül gazdag volt. Barátságuk rövidesen elmélyült és gyakran találkoztak. 1944. október elején a Petőfi Sándor utca 12. számú házba költözött Ignáth Olga, de Temple Rezső csak december 4-én költözött hozzá feleségét Preszly Annát otthagyva; az ostrom alatt bunkerben tartózkodtak. A felszabadulás után Olga édesanyjához, a rákospalotai Villába költöztek, ahonnan 1945 március elején a Ferenc József-rakpart 20. számú házban béreltek lakást. Olga a Petőfi Sándor utcai lakásban december elején öngyilkosságot kísérelt meg elkövetni, mert félt, hogy Temple Rezső elhagyja őt. 
1945. április első napjaiban Olgát el kellett távolítania a lakásból, mert Temple felesége vissza akart költözni hozzá. Ekkor Temple Rezső megkérte Éberle Máriát, Ignáth Olga egyik barátnőjét, hogy vegye magához arra az időre, amíg lakást tud szerezni Olga számára. Olga 1945. április 9-én költözött el és Éberle Máriához ment lakni. A délelőtti órákban néhanapján meglátogatta Temple Rezső. 1945. április 17-én ismét felment Olgához, ott egy üveg pezsgőt fogyasztotta, azután elbúcsúzott tőle. A következő napot találkozott volna Temple Rezső Ignáth Olgával a Gresham-kávéházban, de a hölgy nem ment el a randevúra. Temple Rezső átmentem érte és ott a takarítónő azzal fogadta, hogy Olga egész éjszaka ivott és még mindig aludt. Ignáth Olga rossz-létű, eszméletlen állapotban elszállítottak a Köröndi szanatóriumba, ahol másnap, 1945. április 22-én elhunyt. Ináth Olga halála után a néha hölgy anyja özvegy Ignáth Lászlóné Csiszér Apollónia gyilkossággal vádolta meg Temple Rezsőt, azonban semmit nem tudtak bizonyítani ellene.
A második világháború után közvetlenül Temple Rezső megvette a Gresham kávéházat, amelyet óriási költséggel újjáépített. 1947 márciusára a kávéház forgalma egyre kisebb lett úgyhogy ekkor a kávéház lehúzta redőnyeit. Valószínű hogy Temple Rezső anyagi gondjai miatt követett el öngyilkosságot amihez hozzájárult az is hogy második felesége, akivel egy évvel ezelőtt kötött házasságot elhagyta (első feleségétől Preszly Annától elvált a háborút követően). Budapesten a Háris köz 6. számú házban lévő panzióban ismeretlen méreggel megmérgezte magát és meghalt.

### Házassága és leszármazottai
Temple Rezső 1926. június 3-án Vácon kötötte a polgári házasságot Pest vármegye főispánjának, dr. Preszly Elemérnek leányával, Preszly Anna (?–†Vác, 1976. szeptember 1.) kisasszonnyal. A polgári házasságkötést felhatalmazás alapján előzőleg Pest vármegye alispánja, Agorasztó Tivadar végezte, aki szép beszédet intézett a fiatal párhoz. A római katolikus házasság 1926. június 5-én Budapesten zajlott. A nászmenet a Vármegye-házáról az egyetemi templomba vonult, ahol Baranyay Jusztin egyetemi tanár végezte az esketési szertartást, amelyen a vármegyei tisztikar nagy számban a központi tisztikar kivétel nélkül jelen volt. A tanuk: a menyasszony részéről az apai nagybátyja Preszly Gyula, a vőlegény részéről az apai nagybátyja Temple Richárd. A menyasszony szülei dr. Preszly Elemér (1877–1971), Pest-Pilis-Solt-Kiskun vármegye főispánja, országgyűlési képviselő, ügyvéd és Nikitits Anna voltak. Az apai nagyszülei Preszly Gyula (1847–1936), a dunagőzhajózási társaság váci állomásának főügynöke, és Rátkay Karolina (1855–1939) voltak. Az eljegyzés 1925. szeptember 5-én történt meg Vácon. Ifjabb Temple Rezső és Preszly Anna frigyéből született:
- Temple Rezső Tamás (1927–Budapest, 1945. január 25.)[29][30]

## Származása
| Temple Rezső (Budapest, 1902. május 16. – Budapest, 1947. június 2.) ügyvéd, Nemzeti Egység Párt országgyűlési képviselője, a Gresham-kávéház tulajdonosa. | Apja: Temple Rezső (Budapest, 1874. április 19. – Budapest, 1945. január 25.) ügyvéd, belügyminisztériumi államtitkár, országgyűlési képviselő, tartalékos hadnagy, a Ferenc József-rend lovagja, a III. osztályú osztrák Vaskorona-rend, az ezüst és bronz Signum Laudis, a Károly-csapatkereszt tulajdonosa. | Apai nagyapja: Temple Rezső (Brzescei, Galícia, 1827. november 11.– Budapest, 1908. december 9.) a trieszti általános biztosító társulat főtisztviselője | Apai nagyapai dédapja: Temple Alajos jószágigazgató |
| Temple Rezső (Budapest, 1902. május 16. – Budapest, 1947. június 2.) ügyvéd, Nemzeti Egység Párt országgyűlési képviselője, a Gresham-kávéház tulajdonosa. | Apja: Temple Rezső (Budapest, 1874. április 19. – Budapest, 1945. január 25.) ügyvéd, belügyminisztériumi államtitkár, országgyűlési képviselő, tartalékos hadnagy, a Ferenc József-rend lovagja, a III. osztályú osztrák Vaskorona-rend, az ezüst és bronz Signum Laudis, a Károly-csapatkereszt tulajdonosa. | Apai nagyapja: Temple Rezső (Brzescei, Galícia, 1827. november 11.– Budapest, 1908. december 9.) a trieszti általános biztosító társulat főtisztviselője | Apai nagyapai dédanyja: Brzuska Terézia |
| Temple Rezső (Budapest, 1902. május 16. – Budapest, 1947. június 2.) ügyvéd, Nemzeti Egység Párt országgyűlési képviselője, a Gresham-kávéház tulajdonosa. | Apja: Temple Rezső (Budapest, 1874. április 19. – Budapest, 1945. január 25.) ügyvéd, belügyminisztériumi államtitkár, országgyűlési képviselő, tartalékos hadnagy, a Ferenc József-rend lovagja, a III. osztályú osztrák Vaskorona-rend, az ezüst és bronz Signum Laudis, a Károly-csapatkereszt tulajdonosa. | Apai nagyanyja: Prückler Eleonóra Emma (Pest, 1842. január 25.– Budapest, 1922. január 9.)                                                               | Apai nagyanyai dédapja: Prückler József Ignác (Pest, 1804. április 13. – Pest, 1866. augusztus 30.) pékmester, bérház-tulajdonos, az 1848-as szabadságharc alhadnagya, 1860-ban Pest városának az egyik képviselője. (Szülei: Prückler József Kalazancius, pékmester, választott pesti polgár, cs. kir. százados, bérház tulajdonos és Ottinger Klára) |
| Temple Rezső (Budapest, 1902. május 16. – Budapest, 1947. június 2.) ügyvéd, Nemzeti Egység Párt országgyűlési képviselője, a Gresham-kávéház tulajdonosa. | Apja: Temple Rezső (Budapest, 1874. április 19. – Budapest, 1945. január 25.) ügyvéd, belügyminisztériumi államtitkár, országgyűlési képviselő, tartalékos hadnagy, a Ferenc József-rend lovagja, a III. osztályú osztrák Vaskorona-rend, az ezüst és bronz Signum Laudis, a Károly-csapatkereszt tulajdonosa. | Apai nagyanyja: Prückler Eleonóra Emma (Pest, 1842. január 25.– Budapest, 1922. január 9.)                                                               | Apai nagyanyai dédanyja: Danner Anna (Buda, 1809. április 17.– Budapest, 1889. november 5.) |
| Temple Rezső (Budapest, 1902. május 16. – Budapest, 1947. június 2.) ügyvéd, Nemzeti Egység Párt országgyűlési képviselője, a Gresham-kávéház tulajdonosa. | Anyja: Rupp Irén Gizella (Pest, Szentistvánváros, 1873. október 10. – Budapest, 1945. január 24.) | Anyai nagyapja: Rupp Ignác Antal György (Pest, 1835. december 1.– Budapest, 1876. augusztus 2.) termény nagykereskedő, bérház tulajdonos.                | Anyai nagyapai dédapja: Rupp Ignác pesti kereskedő |
| Temple Rezső (Budapest, 1902. május 16. – Budapest, 1947. június 2.) ügyvéd, Nemzeti Egység Párt országgyűlési képviselője, a Gresham-kávéház tulajdonosa. | Anyja: Rupp Irén Gizella (Pest, Szentistvánváros, 1873. október 10. – Budapest, 1945. január 24.) | Anyai nagyapja: Rupp Ignác Antal György (Pest, 1835. december 1.– Budapest, 1876. augusztus 2.) termény nagykereskedő, bérház tulajdonos.                | Anyai nagyapai dédanyja: Schopper Klára |
| Temple Rezső (Budapest, 1902. május 16. – Budapest, 1947. június 2.) ügyvéd, Nemzeti Egység Párt országgyűlési képviselője, a Gresham-kávéház tulajdonosa. | Anyja: Rupp Irén Gizella (Pest, Szentistvánváros, 1873. október 10. – Budapest, 1945. január 24.) | Anyai nagyanyja: Prückler Teréz Mária (*Pest, 1845. szeptember 11.– Budapest, 1887. október 15.)                                                         | Anyai nagyanyai dédapja: Prückler Ignác Eduárd Jakab (Pest, 1809. március 8.– Budapest, 1876. május 14.) fűszerkereskedő, pezsgőgyáros, pesti választott polgár, a magyar kereskedelmi bank, az osztrák nemzeti bank, az első hazai takarékpénztár valamint az első magyar általános biztosító társulat igazgató tanácsosa, Budapest fővárosi bizottsági tag, bérpalota-tulajdonos. A "Prückler Ignácz Magyarország első rum-, likőr- és pezsgőgyára" alapítója és tulajdonosa (Szülei: Prückler József Kalazancius, pékmester, választott pesti polgár, cs. kir. százados, bérház tulajdonos és Ottinger Klára) |
| Temple Rezső (Budapest, 1902. május 16. – Budapest, 1947. június 2.) ügyvéd, Nemzeti Egység Párt országgyűlési képviselője, a Gresham-kávéház tulajdonosa. | Anyja: Rupp Irén Gizella (Pest, Szentistvánváros, 1873. október 10. – Budapest, 1945. január 24.) | Anyai nagyanyja: Prückler Teréz Mária (*Pest, 1845. szeptember 11.– Budapest, 1887. október 15.)                                                         | Anyai nagyanyai dédanyja: Wagner Alojzia (Sopron, 1813. június 10.– Budapest, 1883. november 15.) (Szülei: Wagner Vitusz, soproni mészáros, kereskedő, városi tisztviselő, és Marent Magdolna) |